# 오시이 마모루
오시이 마모루(일본어: 押井守, 1951년 8월 8일 ~ )는 일본의 애니메이션 감독이자 영화 감독이다. 원래는 영화 감독을 지망하였으나 다쓰노코 프로덕션의 《독수리 오형제》를 보고 애니메이션 제작사인 다쓰노코 프로덕션에 입사하였다. 스튜디오 피에로로 이직한 이후 1981년부터 1984년까지 타카하시 루미코의 《시끌별 녀석들》을 원작으로 하는 동명의 애니메이션을 감독하면서 유명해졌으며, 원작과 다른 스토리로 진행되는 《시끌별 녀석들》 극장판에서는 현재 오시이 스타일의 원형인 실험적인 시도를 하였다.
1983년 《달로스》를 제작하여 오리지널 비디오 애니메이션(OVA) 시장을 개척하였고, 1984년 스튜디오 피에로를 퇴직하여 극히 실험적인 작품인 《천사의 알》을 1985년에 OVA로 발표하였다. 오시이가 참여한 창작 집단 헤드기어가 원작을 맡은 《기동경찰 패트레이버》는 원래 밝은 분위기의 상업적인 작품이었으나 1989년과 1993년에 제작된 극장판은 오시이의 스타일이 반영되어 어두운 분위기의 사회적 내용을 다루는 작품이 되었다. 1995년에는 본국인 일본에서 흥행에는 실패하였으나 작가로서 세계적인 인지도를 얻은 《공각기동대》의 극장판을 발표하였다.
한편 원래 영화 감독을 지망하였던 오시이는 《아발론》 등의 실사 영화도 발표하였다.

## 작품 목록

### 텔레비전 애니메이션
- 《시끌별 녀석들》 (1981년, 치프 디렉터)

### 애니메이션 영화

#### 감독
- 《시끌별 녀석들 온리 유》 (1983년, 감독, 각색)
- 《시끌별 녀석들 뷰티풀 드리머》 (1984년, 감독, 각본)
- 《기동경찰 패트레이버 더 무비》 (1989년, 감독)
- 《기동경찰 패트레이버 2 더 무비》 (1993년, 감독)
- 《공각기동대》 (1995년, 감독)
- 《이노센스》 (2004년, 감독, 각본)
- 《스카이 크롤러》 (2008년, 감독)

#### 참여
- 《인랑》 (2000년, 원작, 각본)
- 《블러드 더 라스트 뱀파이어》 (2000년, 기획 협력)

### 오리지널 비디오 애니메이션
- 《달로스》 (1983년-1984년, 감독, 각본)
- 《천사의 알》 (1985년, 감독, 원안, 각본)
- 《기동경찰 패트레이버》 (1988년, 감독)

### 실사 영화
- 《붉은 안경》 (1987년, 감독, 공동 각본)
- 《토킹 헤드》 (1992년, 감독, 각본)
- 《아바론》 (2001년, 감독)